# Teodosio de Judea
Teodosio el Cenobiarca o Teodosio el Grande (c. 423-529) fue un monje, abad y santo de Constantinopla. Fundó el monaquismo cenobítico del desierto de Judea. Fue compañero y colaborador de San Sabas de Capadocia. La Iglesia católica conmemora su festividad el 11 de enero.

## Biografía
Nacido en Mogarissos, un pueblo de Capadocia; sus padres fueron Proheresius y Eulogia, personajes muy piadosos y temerosos de Dios. Después de que Eulogia se ordenara monja, tomó a su hijo como padre espiritual. Cuando era joven, sintió el deseo de imitar a Abraham y dejó a sus padres para dedicarse a su amor a Dios. Teodosio se instaló en Jerusalén en tiempos del Concilio de Calcedonia en 451.
Cuando Teodosio llegó a Antioquía, fue a ver a Simón el estilita, para pedirle su bendición. Al llegar al pilar donde estaba San Simón, el santo le llamó por su nombre y le invitó a subir a su columna. Teodosio subió al pilar y se postró ante el santo, pero éste profetizó una gran espiritualidad en el peregrino. 
A su llegada a Jerusalén, fue a ver los Santos Lugares. Decidió entonces llegar al estado de perfección y lanzarse a la soledad en el desierto. Teodosio comenzó sus labores monásticas en la ermita del abad Longino, cerca de la Torre de David. Durante este tiempo ambos vivieron junto a una mujer piadosa llamada Icella, que acababa de edificar una iglesia en honor de la Santísima Virgen. Icella pidió a Longino que Teodosio se estableciese en este lugar. Después de un tiempo atendiendo a peregrinos y visitantes, que se acercaban atraídos por la fama de santidad de Teodosio, decidió dedicarse a rezar en soledad. 
Su primera parada fue una cueva en medio del desierto, donde según la tradición se creía que los Reyes Magos habían dormido, cuando volvían de Belén de adorar al Salvador. Dedicó la mayor parte del tiempo al ayuno y a la oración, sobre todo por la noche. Tan sólo algunas legumbres cocidas en agua o algunas hierbas silvestres fueron su alimento. A pesar de su discreción, la fama de asceta hizo que algunos peregrinos llegasen hasta la cueva. Acogió a algunos de ellos, a los que los enseñó las normas del dominio de las pasiones y el pensamiento de la muerte.
La llegada de discípulos fue creciendo y Teodosio se vio forzado a construir cerca de Belén, el Monasterio de San Teodosio. Monjes de diferentes culturas y lenguas se aproximaron al monasterio, que alcanzó gran fama por su dedicación al equilibrio mental y físico de sus habitantes. Profesaban estrecha amistad San Sabas y comúnmente los apóstoles de los desiertos de Palestina. San Sabas gobernaba un gran número de solitarios en su laura, y Teodosio un número mucho mayor de cenobitas en su convento. Movidos los eutiquianos de la gran reputación de nuestros Santos, no perdonaron medio, diligencia ni artificio para ganar a su partido a dos hombres tan insignes. El emperador Anastasio, gran fautor de estos herejes, se valió de promesas y de amenazas para engañarlos; pero siempre los halló invencibles. Unidos indisolublemente para defender los intereses de Dios y de la Iglesia, se opusieron con intrepidez á la violencia del emperador con un número casi infinito de religiosos y de solitarios.
En su origen era llamado el  "Cenobiarca", que quiere decir el jefe de los que viven en comunidad. 
A los 105 anos enfermó y viendo que se acercaba la hora de su final, exhortó a sus discípulos a la observancia de las reglas y a la penitencia, para después entregar dulcemente el espíritu en manos de su Creador el día 11 de octubre del año 529, a los ciento y seis de su edad, pasados casi todos en el retiro y en el desierto.